# Кологойда Іван Гнатович
Іван Гнатович Кологойда (нар. 2 (15) вересня 1901, Велика Снітинка — 22 грудня 1959, Київ) — український радянський прозаїк, драматург і перекладач, член Спілки письменників України.

## Біографія
Народився 2 (15 вересня) 1901 року в селі Великій Снітинці (тепер Фастівського району Київської області). У 1938 році закінчив Київський педагогічний інститут; працював у редакціях журналів, видавництвах, на кіностудії.

Могила Івана Кологойди

Помер в Києві 22 грудня 1959 року. Похований на Байковому кладовищі.

## Творчість
Друкувався з 1935 року. Автор:
- збірок оповідань: «Тривожні ночі» (1939), «За Волгою» (1942), «Рух часу» (1947);
- кількох п'єс: «Перша весна» (1948), «Архітектор Дніпровий» (1949);
- кількох сценаріїв для корткометражних кінофільмів.